# CoRoT-7c
CoRoT-7c は、いっかくじゅう座の方角に約501±15光年の位置にあるG型主系列星 CoRoT-7 の周囲を公転する太陽系外惑星である。地球質量の8.4倍のスーパーアースで、主星から0.046天文単位の軌道を89時間の周期で公転している。しかしCoRoT-7bと異なり、この惑星は COROT によるトランジット法で検出されたのではなく、チリのラ・シヤ天文台にある高精度視線速度系外惑星探査装置(HARPS)で視線速度法により2009年8月24日に検出された。